# Slagalica (album)
Slagalica je peti studijski album hrvatskog pjevača Miroslava Škore.
Izdan je 2001. godine.

## Popis pjesama
1. Dida (4:09)
2. Suza krene sama od sebe (4:02)
3. Maria De La Lovrez (4:30)
4. Ljubav ne bira (4:37)
5. Astronaut (3:30)
6. Blanka (3:51)
7. Nije uzalud (4:20)
8. Kad sjever zapuše (4:03)
9. Dvorac (3:33)
10. Tako je Stipa volio Anu (5:11)

Ukupno vrijeme: 41:50
Ovaj album je polučio uspješnice "Suza krene sama od sebe", "Maria De La Lovrez", "Kad sjever zapuše" i "Tako je Stipa volio Anu".